# Mareba curuna
Mareba curuna är en insektsart som beskrevs av Young 1968. Mareba curuna ingår i släktet Mareba och familjen dvärgstritar.
Artens utbredningsområde är Franska Guyana. Inga underarter finns listade i Catalogue of Life.